# Дубовка (Воскресенский район)
Дубовка — деревня в составе Егоровского сельсовета Воскресенского района Нижегородской области.

## История
В 1961 году указом Президиума Верховного Совета РСФСР деревня Лежебоково переименована в Дубовка.

## Население
| 1999 | 2002 | 2010 |
| ---- | ---- | ---- |
| 88   | →88  | ↘51  |